# 我沒有談的那場戀愛
《我沒有談的那場戀愛》（英語：I Missed You）是一部於2021年上映的臺灣愛情片，由徐譽庭、許智彥執導，吳慷仁、艾怡良、傅孟柏、9m88主演。電影於2021年2月10日在臺灣上映。

## 劇情
33歲的郭勤勤的臉書封鎖名單中有兩個男人。第一位是廣告導演「南之仰」，他在「談戀愛」方面的才華遠遠勝過他的專業，所以他被列入勤勤黑名單的原因跟「很爛」有關。另一個黑名單叫「趙書維」，五年前人們都以為「他和郭勤勤在一起」，但他卻只當郭勤勤是最好的朋友。在經過一連串的事情後，郭勤勤決定不再封鎖他們，也不再封鎖自己、討厭自己，於是她讓他們再次回到自己的人生。

## 演員
- 艾怡良 飾 郭勤勤，數據組組長，外號「面癱姐」
- 吳慷仁 飾 南之仰，廣告導演，綽號「南人」，郭勤勤同母異父的哥哥
- 傅孟柏 飾 趙書維
- 9m88 飾 黃小喵
- 林美秀 飾 郭母
- 劉容嘉 飾 貝佳
- 張耀仁 飾 Ken
- 劉黛瑩 飾 Olivia
- 江宜蓉 飾 美萱
- 蔡宗諭 飾 Moon
- 林暐恆 飾 計程車司機
- 鍾欣凌 飾 珍妮
- 謝盈萱 飾 業務部主管
- 李英宏 飾 飲料店店員
- 嚴正嵐 飾 AMY
- 王明台 飾 郭父
- 黃宣 飾 總經理
- 賀瓏 飾 快遞
- 海裕芬 飾 接受訪問的女性
- 馬力歐 飾 尾牙主持人
- 風田 飾 愛德華
- 李洛洋 飾 郭勤勤同事
- 黃聖球 飾 接受訪問的學生
- 陳如山 飾 貝佳老公
- 邱澤 飾 路人
- 疆富·Johnmans 飾 7-11店員
- 何思靜 飾 南之仰的前女友
- 楊丞琳 飾 南之仰的前女友（聲音演出）
- 林依晨 飾 南之仰的前女友（聲音演出）
- 安心亞 飾 南之仰的前女友（聲音演出）
- 林辰唏 飾 南之仰的前女友（聲音演出）
- 萬芳 飾 聲音演出
- 周姮吟 飾 編輯部主管

## 製作
電影的片名，是來自詩人林婉瑜的散文集《我沒有談的那場戀愛》（尖端出版）。
2020年1月，導演徐譽庭表示《我沒有談的那場戀愛》在《誰先愛上他的》國際影展巡迴時就開始醞釀，但因為《誰先愛上他的》口碑不錯，導致徐譽庭壓力很大，劇本花了一年才寫完。徐譽庭並表示吳慷仁被她要求為了電影增胖20公斤。2月13日，艾怡良與9m88經臺灣媒體披露參與電影演出。3月23日，《我沒有談的那場戀愛》舉行開鏡儀式，公布由吳慷仁、艾怡良、傅孟柏、9m88主演。

### 歌曲
電影宣傳主題曲〈我這個人〉由艾怡良擔綱詞曲創作及演唱，她以自己飾演的女主角郭勤勤視角出發，寫出郭勤勤倔強的外表下，寂寞和渴望被愛的內心世界。

## 獲獎與提名
| 類別       | 頒獎日期       | 獎項             | 入圍者／作品           | 結果 | 參考  |
| ---------- | -------------- | ---------------- | ---------------------- | ---- | ----- |
| 臺北電影獎 | 2021年10月9日  | 最佳編劇         | 徐譽庭                 | 獲獎 | [ 8 ] |
| 臺北電影獎 | 2021年10月9日  | 最佳男主角       | 吳慷仁                 | 提名 | [ 8 ] |
| 臺北電影獎 | 2021年10月9日  | 最佳新演員       | 艾怡良                 | 提名 | [ 8 ] |
| 臺北電影獎 | 2021年10月9日  | 最佳電影行銷獎   | 《我沒有談的那場戀愛》 | 提名 | [ 8 ] |
| 臺北電影獎 | 2021年10月9日  | 最佳海報獎       | 《我沒有談的那場戀愛》 | 提名 | [ 8 ] |
| 臺北電影獎 | 2021年10月9日  | 最佳預告片獎     | 《我沒有談的那場戀愛》 | 提名 | [ 8 ] |
| 金馬獎     | 2021年11月27日 | 最佳新演員       | 艾怡良                 | 提名 | [ 9 ] |
| 金馬獎     | 2021年11月27日 | 最佳原創電影歌曲 | 艾怡良〈我這個人〉     | 獲獎 | [ 9 ] |
| 金馬獎     | 2021年11月27日 | 最佳原創電影音樂 | 李英宏                 | 提名 | [ 9 ] |

## 外部連結
- 我沒有談的那場戀愛的Facebook專頁
- 開眼電影網上《我沒有談的那場戀愛》的資料（繁體中文）
- 台灣電影網上《我沒有談的那場戀愛》的資料（繁體中文）